# Заплутана павутина (фільм, 1913)
«Заплутана павутина» (англ. The Tangled Web) — американська короткометражна драма режисера Оскара Апфеля 1913 року.

## У ролях
- Ірвінг Каммінгс — Г'ю Конвей
- Розмарі Тебі — Леона Сент-Регіс
- Вірджинія Вестбрук — Рут
- Ральф Льюїс
- Сью Бальфур
- Елсі Бальфур — дитина